# Scontro di civiltà per un ascensore a Piazza Vittorio
Pour plus de détails, voir Fiche technique et Distribution.
Scontro di civiltà per un ascensore a Piazza Vittorio est une comédie italienne réalisée par Isotta Toso et sortie en 2010.

## Synopsis
Rome, dans le rione de l'Esquilin. Dans un immeuble de la Piazza Vittorio, près de la gare centrale, vit une communauté multiethnique. Le quotidien du groupe multiethnique qui vit dans cet immeuble du XIXe siècle est marqué par de profondes différences culturelles, religieuses et de conception de la vie. Jour après jour, des malentendus et des provocations surviennent, suscitant incompréhensions, animosité et méfiance.
Dans ce contexte tendu et difficile, les vies de personnages très différents s'entrecroisent dans une même histoire. Les parcours des différents personnages sont marqués par la solitude et l'exaltation des différences. Cependant, un meurtre vient bouleverser l'équilibre de la copropriété. Chacun pourrait être le meurtrier, mais ce n'est qu'en mettant de côté leurs contrastes que les protagonistes parviendront à percer le mystère du crime.

## Fiche technique
- Titre original italien : Scontro di civiltà per un ascensore a Piazza Vittorio[1] (litt. « Choc des cultures autour d'un ascenseur sur la Piazza Vittorio »)
- Réalisateur : Isotta Toso
- Scénario : Amara Lakhous, Maura Vespini, Isotta Toso, Andrea Cotti (it)
- Photographie : Fabio Zamarion (it)
- Montage : Patrizio Marone (it)
- Musique : Gabriele Coen, Mario Rivera
- Décors : Marc'Antonio Brandolini, Anna Forletta
- Production : Sandro Silvestri, Maura Vespini
- Société de production : Emme, Rai Cinema
- Pays de production :  Italie
- Langue originale : italien
- Format : Couleur - 1,85:1 - Son Dolby Digital
- Durée : 96 minutes
- Genre : comédie
- Date de sortie :
  - Italie : 14 mai 2010

## Distribution
- Kasia Smutniak : Giulia
- Daniele Liotti (it) : Marco Manfredini
- Serra Yılmaz : Nurit
- Ahmed Hafiane : Amedeo
- Marco Rossetti (it) : Lorenzo, le gladiateur
- Kesia Elwin : Maria Cristina
- Isa Danieli : Benedetta
- Milena Vukotic : Mme Fabiani
- Luigi Diberti : Angelo Manfredini
- Roberto Citran : Antonio Marini
- Francesco Pannofino : Sandro Dandini
- Ninetto Davoli : Riccardo
- Fabio Traversa : adjoint Bettarini
- Paolo Calabresi : commissaire Bettarini
- Manuela Morabito : Manuela
- Vincenzo Crivello : Tano
- Massimo De Santis (it) : Leo
- Lamine Labidi : Iqbal
- Sara Labidi : Pénélope
- Gabriel Zagni : Abdallah
- Franco Mannella : fonctionnaire
- Renato Nicolini (acteur) : fonctionnaire
- Brando Pacitto : le Gladiateur (enfant)
- Gresy Cipriani : policière
- Pierluigi Cicchetti : Lieutenant